# Kuźniaki
Kuźniaki is een plaats in het Poolse district  Kielecki, woiwodschap Święty Krzyż. De plaats maakt deel uit van de gemeente Strawczyn en telt 470 inwoners.